# Jon L. Breen
Jon Linn Breen, né le 8 novembre 1943 à Montgomery, en Alabama, est un critique littéraire et romancier américain, spécialisé dans le roman policier.

## Biographie
Il étudie à l’Université Pepperdine et à l’Université de Californie du Sud à Los Angeles. Diplômé, il travaille comme chroniqueur sportif pour la radio KWAV (en). 
Il débute en parallèle une carrière d'écrivain par la rédaction de nouvelles et de pastiches, publiant en 1966 sa première nouvelle dans le pulp Ellery Queen's Mystery Magazine. 
Il s’engage en 1967 dans l’armée où il sert pendant la Guerre du Viêt Nam. Il rentre aux États-Unis en 1969 et devient bibliothécaire, occupant des postes dans différentes universités. Il se lance en 1972 dans la critique littéraire, et devient un spécialiste en littérature policière. Il remporte notamment deux Prix Edgar-Allan-Poe en 1982 et 1985 pour ces publications sur le genre. 
Il a également écrit plusieurs romans policiers, notamment deux séries ayant respectivement pour héros l'annonceur de piste de courses californien Jerry Brogan et la libraire de Los Angeles Rachel Hennings.

## Œuvre

### Romans

#### SérieJerry Brogan
- Listen for the Click (1983), aussi titré Vicar's Roses
- Triple Crown (1985)
- Loose Lips (1990)
- Hot Air (1991)

#### SérieRachel Hennings
- The Gathering Place (1984)
- Touch of the Past (1988)

#### Autres romans
- Murder On the Aisle (1989), en collaboration avec Thomas Adcock
- Kill the Umpire: The Calls of Ed Gorgon (2003)
- Eye of God (2006)
- Probable Claus (2009)

### Recueils de nouvelles
- Hair of the Sleuthhound: Parodies of Mystery Fiction (1982)
- The Drowning Icecube and Other Stories (1999)
- The Threat of Nostalgia and Other Stories (2013)

### Nouvelles
Liste non exhaustive
- The Lithuanian Eraser Mystery (1969)
  - Le Mystère de la gomme lithuanienne, Mystère magazine no 260 (1969)
- The Vanity Murder Case (1970)
  - Meurtre par vanité, Mystère magazine no 277 (1971)
- The Fortune Cookie (1971)
  - La Galette porte-bonheur, Mystère magazine no 337 (1976)
- The House of the Shrill Whispers (1972)
  - La Maison des chuchotements stridents, dans le recueil Quatorze histoires de meurtre, Éditions Chantecler (1979)
- The Problem of the Vanishing Town (1979)
  - Le Problème de la ville qui disparaît, dans le recueil Petits Crimes impossibles, Éditions du Masque (2002)  (ISBN 2-7024-8042-X)
- The Austin Murder Case (1987)
  - L'Affaire du meurtre de Jack Austin, dans le recueil Mystères 87 ; Les dernières nouvelles du crime, Le Livre de poche no 6365 (1987)  (ISBN 2-253-04199-8)
- Credit the Cat
  - Un chat au générique, dans le recueil Petits Meurtres entre chats à Hollywood, Joëlle Losfeld (1999)  (ISBN 2-84412-014-8)

### Essais
- What About Murder; a Guide to the Books About Mystery and Detective Fiction (1981)
- Novels Verdict and Guide; a Guide to Courtroom Fiction (1984)
- Murder Off the Rack: Critical Studies of Ten Paperback Masters (1989), en collaboration avec Martin H. Greenberg
- Synod of Sleuths: Essays on Judeo-Christian Detective Fiction (1990), en collaboration avec Martin H. Greenberg
- A Shot Rang Out (2008)

### Anthologie de nouvelles
- American Murders; 11 Rediscovered Short Novels from American Magazines, 1934-1954 (1986)
- Murder in Los Angeles (1987)
- Murder California Style; a Collection of Short Stories (1987), en collaboration avec John Ball Publié en français sous le titre Histoires à mourir debout, Gallimard, Série noire no 2177, 1989.
- Sleuths of the Century (2000), en collaboration avec Ed Gorman
- The Best Mysteries of 2001 (2002)
- The Best Mysteries of 2002 (2003)

## Prix et distinctions notables
- Prix Edgar-Allan-Poe du meilleur ouvrage critique en 1982 pour What About Murder; a Guide to the Books About Mystery and Detective Fiction.
- Prix Edgar-Allan-Poe du meilleur ouvrage critique en 1985 pour Novels Verdict and Guide; a Guide to Courtroom Fiction.

## Source
- Claude Mesplède  et Jean-Jacques Schleret (Éd. rév. de: SN, voyage au bout de la Noire), Les auteurs de la Série noire, 1945-1995, Nantes, Joseph K, coll. « Temps noir », 1996, 627 p. (ISBN 978-2-910-68611-6, OCLC 300207570), p. 61.